# Pięciornik

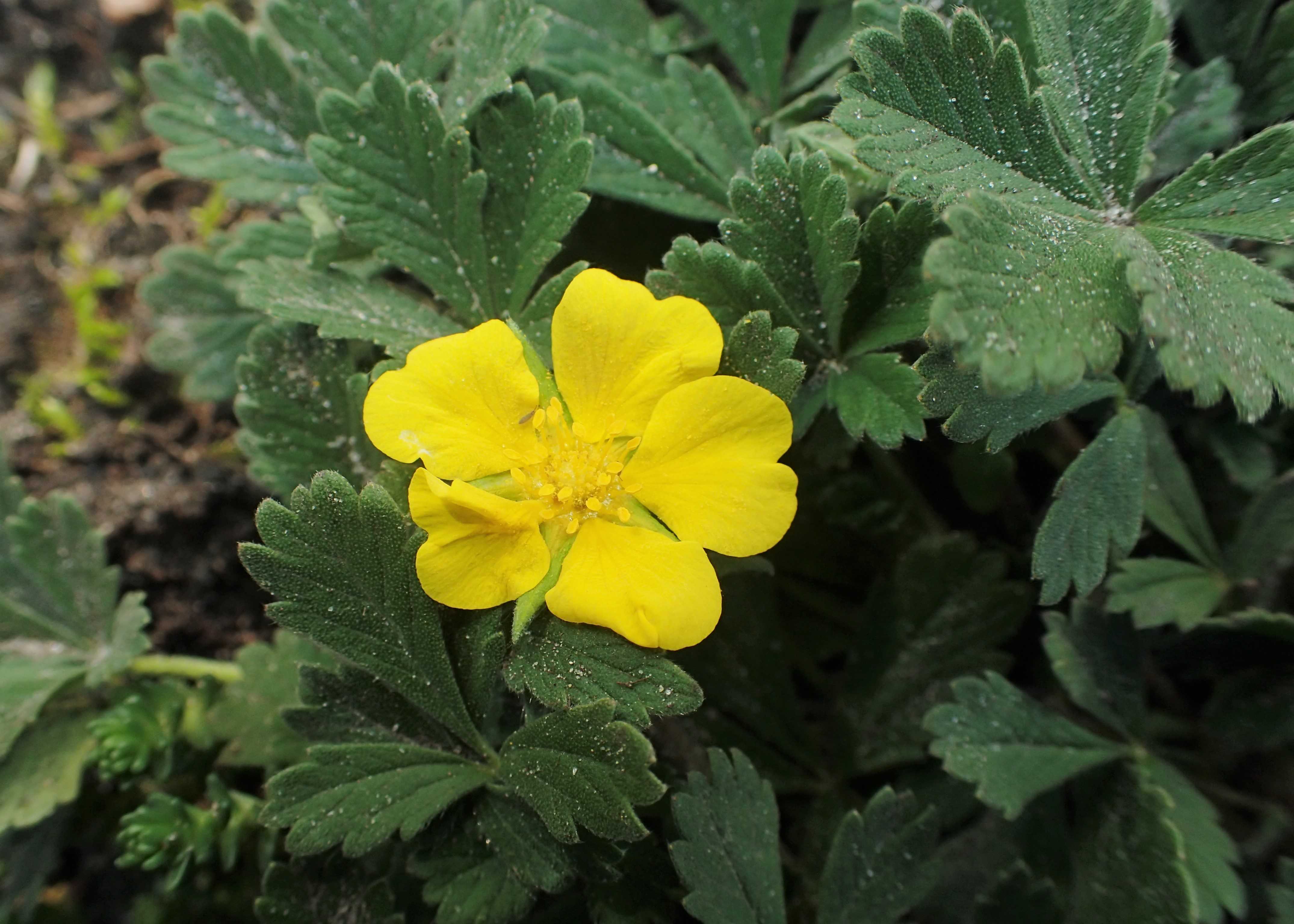
Pięciornik piaskowy

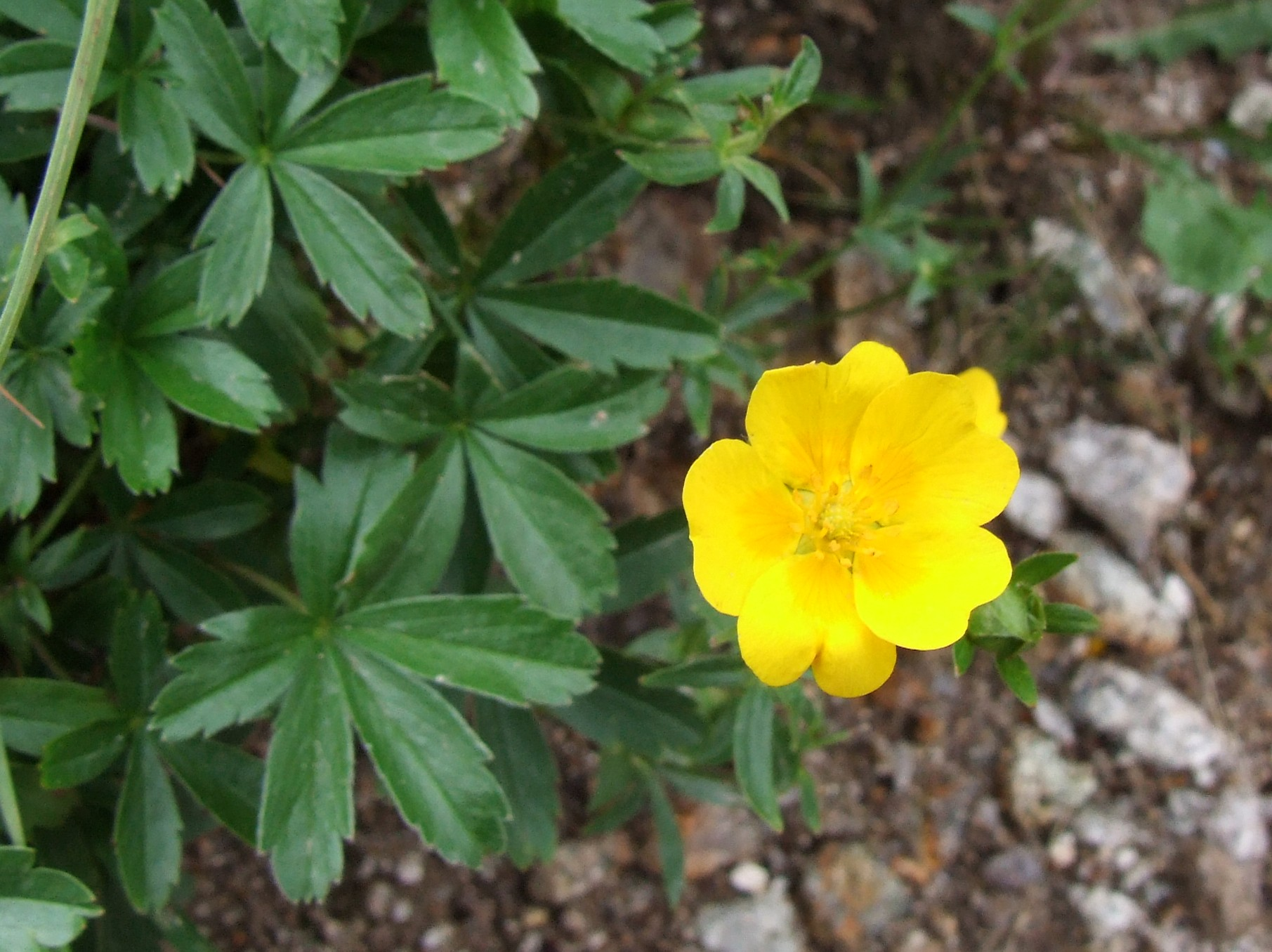
Pięciornik złoty

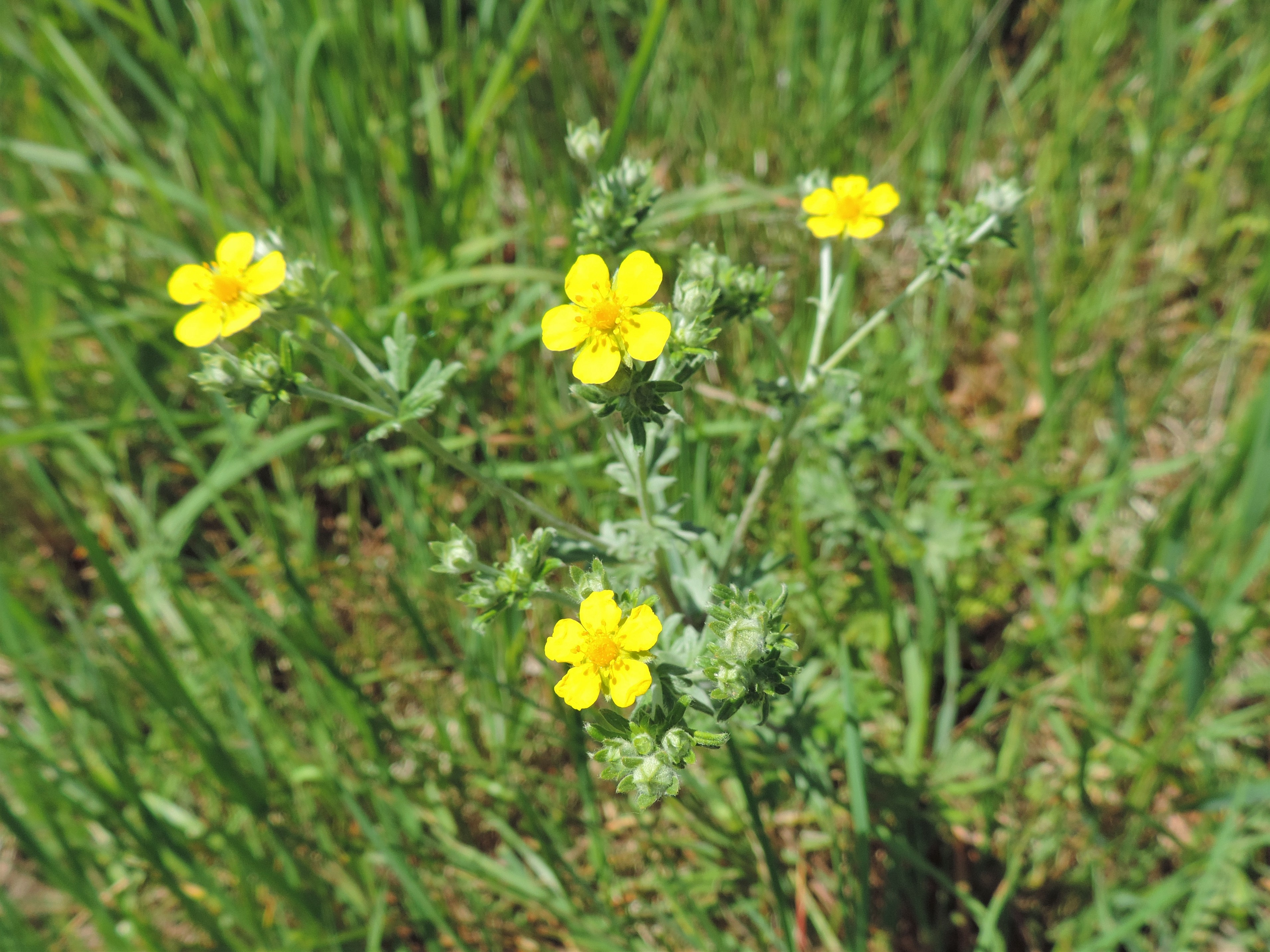
Pięciornik srebrny

Pięciornik (Potentilla L.) – rodzaj roślin należących do rodziny różowatych. W zależności od ujęcia systematycznego zaliczanych jest tu od 10 do ponad 1350 gatunków, przy czym najczęściej ok. 450. Rośliny te są szeroko rozprzestrzenione na świecie z wyjątkiem strefy tropikalnej, gdzie występują tylko na obszarach górskich. Liczne gatunki uprawiane są jako rośliny ozdobne, niektóre wykorzystywane są także jako rośliny lecznicze.

## Rozmieszczenie geograficzne

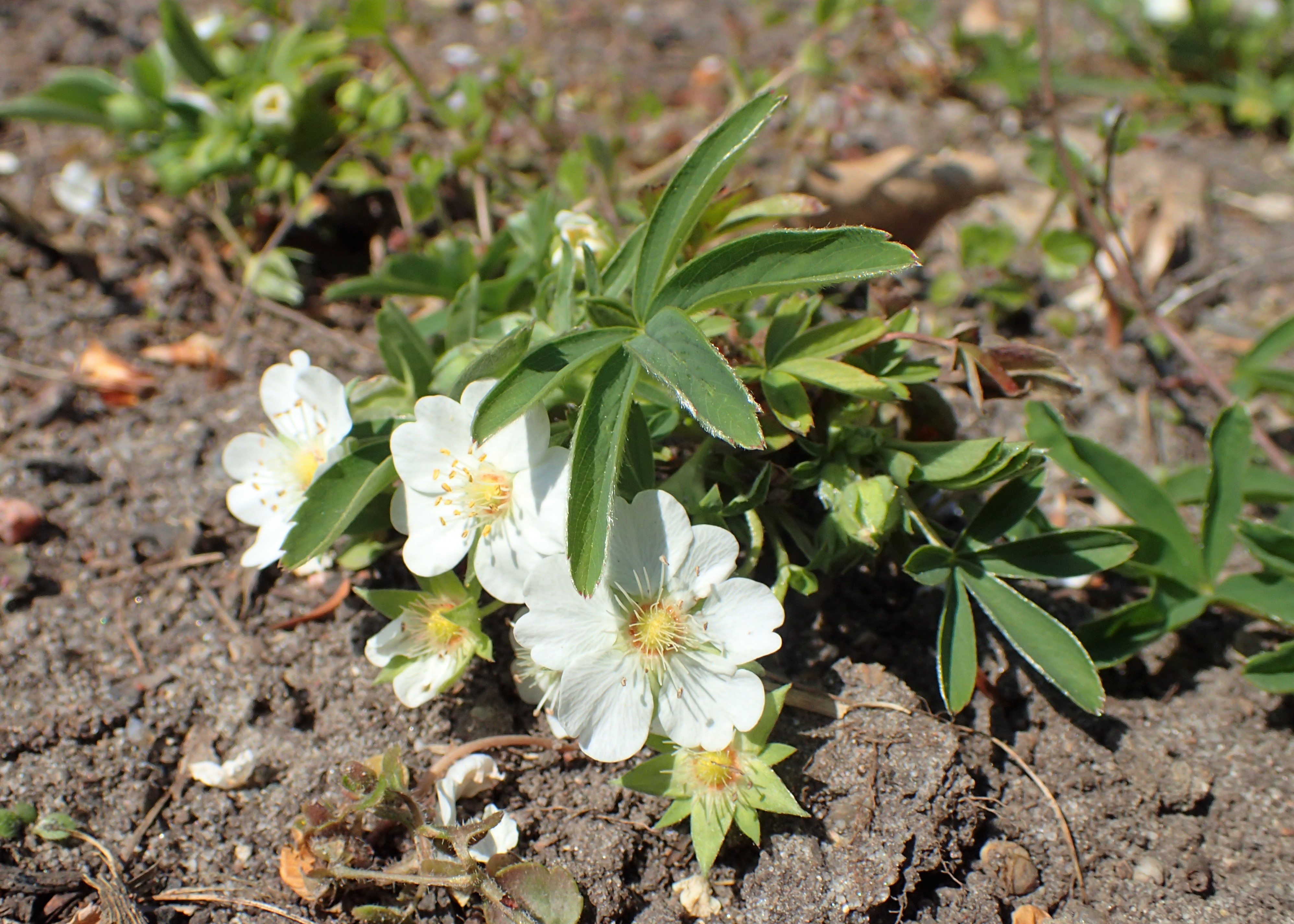
Pięciornik biały

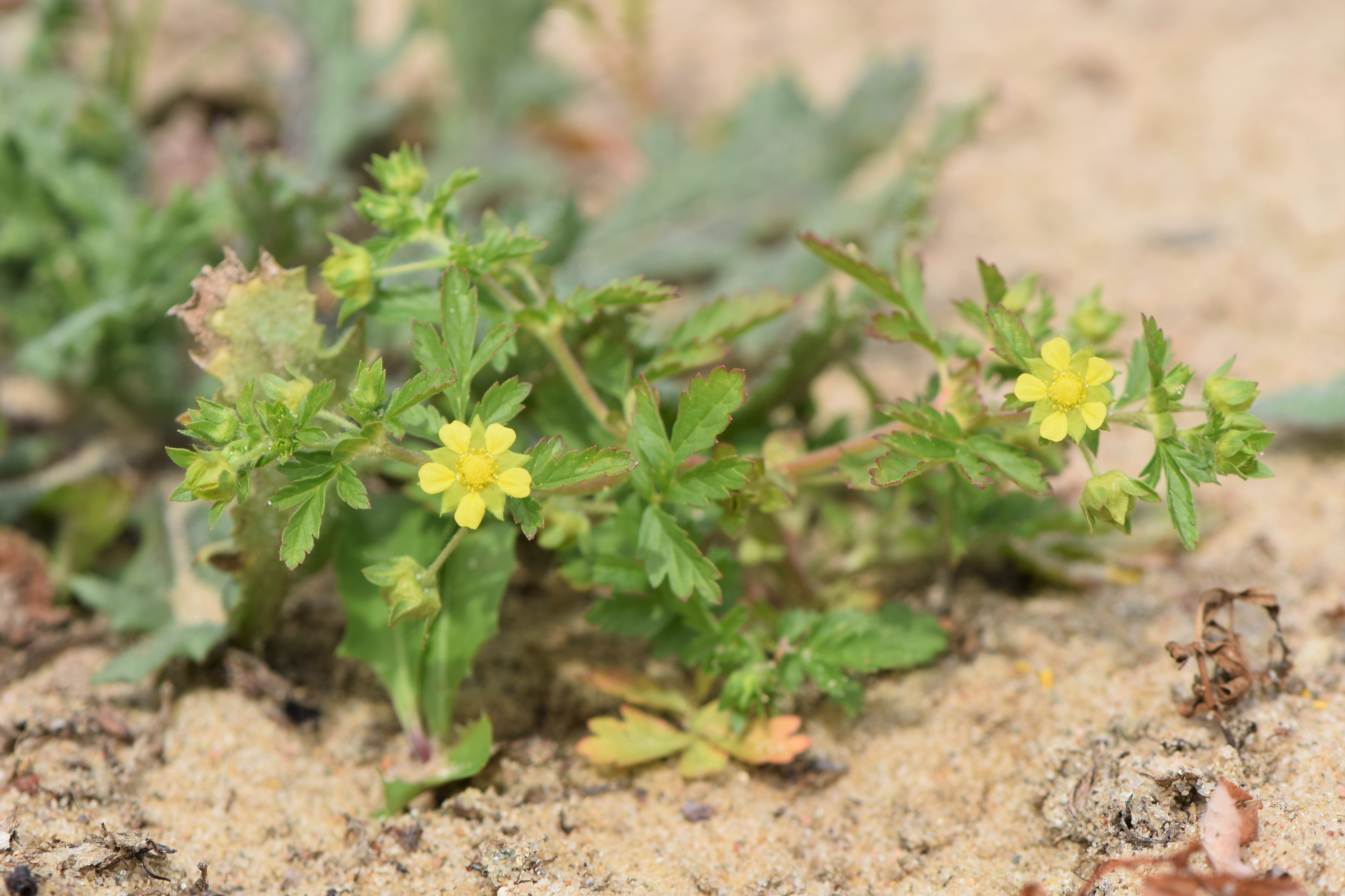
Pięciornik niski

Większość gatunków rośnie w strefie umiarkowanej i okołobiegunowej półkuli północnej, często na obszarach górskich, w strefie międzyzwrotnikowej i na półkuli południowej rodzaj jest znacznie mniej licznie reprezentowany i występowanie tam tych roślin ograniczone jest do obszarów górskich. W Europie występuje 75 gatunków, z czego w Polsce spotykanych jest 30 w stanie dzikim i dalszych kilka gatunków zawleczonych i dziczejących. 
Gatunki flory Polski
Pierwsza nazwa naukowa według listy krajowej, druga – obowiązująca według bazy taksonomicznej Plants of the World online (jeśli jest inna)

- pięciornik alpejski Potentilla crantzii (Crantz) Beck ex Fritsch
- pięciornik belgradzki Potentilla leucopolitanoides Błocki ≡ Potentilla thyrsiflora Hülsen ex Zimmeter
- pięciornik biały Potentilla alba L.
- pięciornik drobnoząbkowy Potentilla microdons Schur
- pięciornik drobny Potentilla micrantha Ramond ex DC.
- pięciornik dwuzębny Potentilla bifurca L. ≡ Sibbaldianthe bifurca (L.) Kurtto & T.Erikss. – efemerofit
- pięciornik Gabary Potentilla × gabarae Kołodziejek
- pięciornik gęsi Potentilla anserina L. ≡ Argentina anserina (L.) Rydb.
- pięciornik grzebieniasty Potentilla conferta Bunge – efemerofit
- pięciornik jedwabisty Potentilla leucopolitana P.J.Müll.
- pięciornik Körnickiego Potentilla koernickei R.Uechtr. ex Zimmeter ≡ Potentilla leucopolitana P.J.Müll.
- pięciornik kurze ziele Potentilla erecta (L.) Raeusch.
- pięciornik mały Potentilla demissa Jord. ≡ Potentilla argentea L.
- pięciornik niski Potentilla supina L.
- pięciornik norweski Potentilla norvegica L.
- pięciornik omszony Potentilla pusilla Host
- pięciornik pagórkowy Potentilla collina Wibel s. s. ≡ Potentilla × collina Wibel
- pięciornik piaskowy Potentilla arenaria Borkh. ≡ Potentilla incana P.Gaertn., B.Mey. & Scherb.
- pięciornik płonny Potentilla sterilis (L.) Garcke
- pięciornik pośredni Potentilla intermedia L. non Wahlenb.
- pięciornik rozłogowy Potentilla reptans L.
- pięciornik rozpierzchłokwiatowy Potentilla thyrsiflora Hülsen in Zimmeter ex A. Kern.
- pięciornik rozpostarty Potentilla decumbens Jord. ≡ Potentilla argentea L.
- pięciornik rozścielony Potentilla anglica Laichard.
- pięciornik siedmiolistkowy Potentilla heptaphylla L.
- pięciornik Scholza Potentilla × scholziana Callier
- pięciornik Schultza Potentilla schultzii Callier ≡ Potentilla leucopolitana P.J.Müll.
- pięciornik siwy Potentilla inclinata Vill.
- pięciornik skalny Potentilla rupestris Vill. ≡ Drymocallis rupestris (L.) Soják
- pięciornik srebrny Potentilla argentea L. s.s. ≡ Potentilla argentea L.
- pięciornik syberyjski Potentilla strigosa Pall. ≡ Potentilla pensylvanica L. – efemerofit
- pięciornik śląski Potentilla silesiaca R. Uechtr.
- pięciornik Tynieckiego Potentilla × tynieckii Błocki ≡ Potentilla × decipiens Jord. ex Verl.
- pięciornik wąskolistkowy Potentilla tenuiloba Jord. ≡ Potentilla argentea L.
- pięciornik wciętolistkowy Potentilla dissecta (Wallr.) Zimmeter ≡ Potentilla argentea L.
- pięciornik Wimanna Potentilla wimanniana Günther & Schummel
- pięciornik wiosenny Potentilla neumanniana Rchb. ≡ Potentilla pusilla Host
- pięciornik wygładzony Potentilla impolita Wahlenb. ≡ Potentilla inclinata Vill.
- pięciornik wyprostowany Potentilla recta L.
- pięciornik złotokwiatowy Potentilla chrysantha Trevir. – efemerofit
- pięciornik złoty Potentilla aurea L.

Na krajowej liście flory osobno klasyfikowany, ale w aktualizowanych bazach taksonomicznych tu włączany jest także gatunek:
- poziomkówka indyjska Duchesnea indica (Andrews) Focke ≡ Potentilla indica (Andrews) Th.Wolf – antropofit zadomowiony[10]

## Morfologia

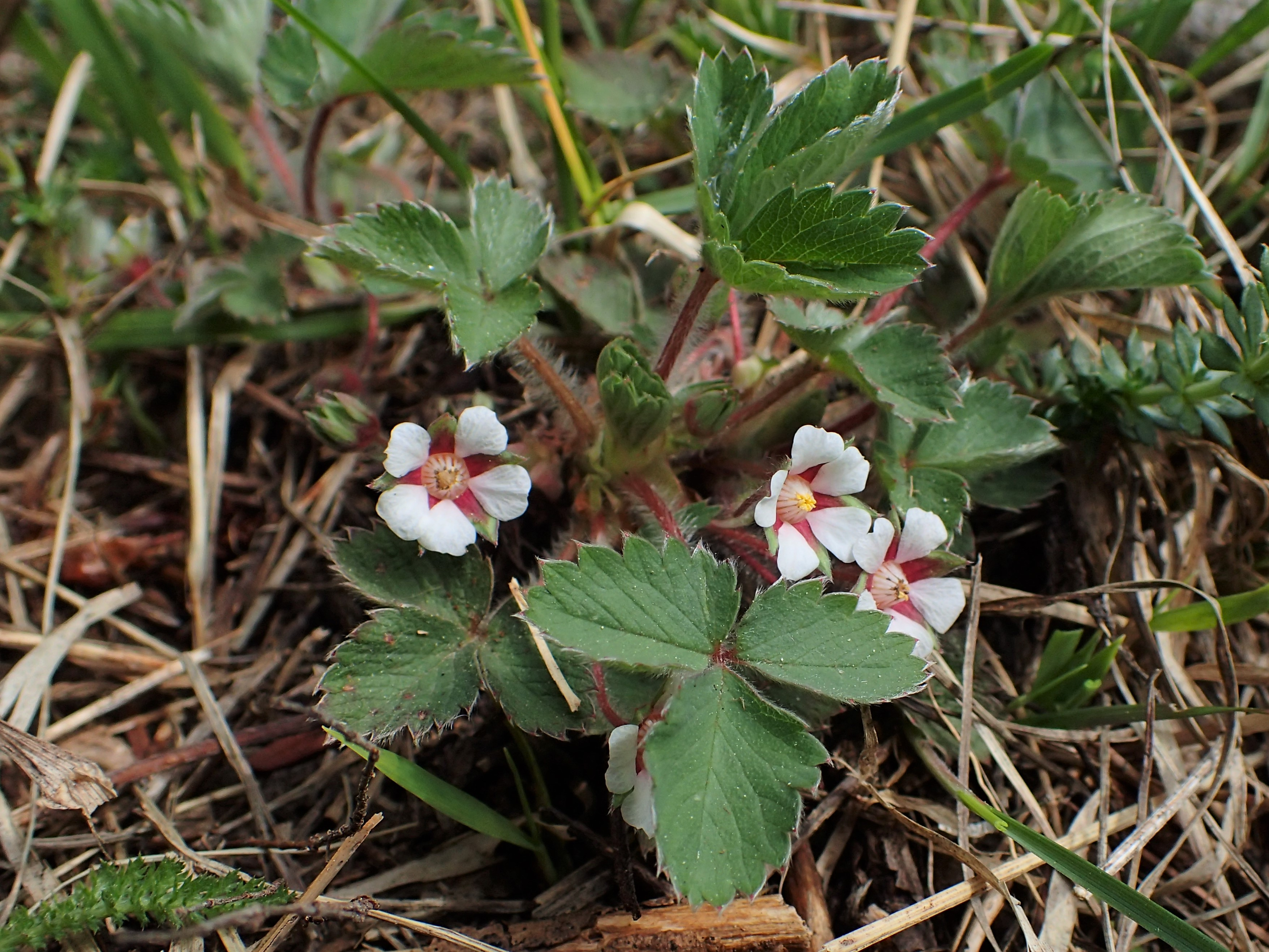
Pięciornik drobny

PokrójRośliny jednoroczne, dwuletnie, byliny lub krzewy o sezonowym ulistnieniu. Nie przekraczają 1 m wysokości. Pędy bywają płożące, podnoszące się lub prosto wzniesione. Byliny mają łuskowate kłącze.
LiścieSkrętoległe i zazwyczaj owłosione. Złożone pierzasto lub dłoniasto, składają się z trzech, pięciu lub większej liczby ząbkowanych na brzegu listków. Przylistki przyrośnięte są do ogonka liściowego.
KwiatyPojedyncze lub zebrane w kwiatostany zwykle wierzchotkowate. Kwiaty zwykle są obupłciowe. Od zewnątrz pierwszy okółek tworzy podobny do kielicha kieliszek, nad którym znajduje się kielich. Działek jest 5 zarówno w kielichu jak i w kieliszku. Wolne płatki korony są zazwyczaj żółte, rzadziej białe lub różowe, jest ich także 5. Wszystkie są równej długości, na szczycie zaokrąglone. Pręcików jest od 10 do 30. Zalążnia jest górna, składa się z wielu owocolistków i znamion.
OwoceLiczne, suche, jednonasienne niełupki (owoc zbiorowy) otoczone trwałymi działkami kielicha.

## Systematyka
Pozycja systematyczna
Rodzaj z podplemienia Potentillinae, plemienia Potentilleae, podrodziny Rosoideae, rodziny różowatych (Rosaceae), rzędu różowców, kladu różowych w obrębie okrytonasiennych.
Rodzaj jest bardzo problematyczny taksonomicznie – istnieje wiele jego ujęć systematycznych, przy czym tradycyjne, oparte na wybranych kryteriach morfologicznych, zostały zakwestionowane w wyniku rozwoju metod ustalania pokrewieństwa, zwłaszcza molekularnych. Przetasowania będące wynikiem zmian w wiedzy o pokrewieństwie dotyczą wszystkich rodzajów w obrębie plemienia Potentilleae. W efekcie najdalej idące propozycje odpowiadające potrzebie ustalenia monofiletycznego i stabilnego podziału na rodzaje w jego obrębie polegają na zaliczeniu wszystkich gatunków z plemienia (ok. 1350) do jednego rodzaju – pięciornik Potentilla. Jest to jednak krytykowane ponieważ co najmniej 700 gatunków wymagałoby nadania nowych nazw, zróżnicowanie w obrębie rodzaju nie ułatwiłoby jego identyfikacji i zmniejszyłoby to informacyjną wartość klasyfikacji.
Plemię Potentilleae dzieli się na dwa podstawowe klady wyróżniane w randze podplemion – Potentillinae i Fragariinae. Rodzaj Potentilla należy do pierwszego z nich, ale część zaliczanych do niego tradycyjnie gatunków okazała się być zagnieżdżona w drugim z podplemion. W efekcie zaliczany tu dawniej pięciornik skalny (jako Potentilla rupestris L.) przeniesiony został w końcu XX wieku wraz z całą sekcją sect. Rupestres do rodzaju Drymocallis (w podplemieniu Fragariinae) jako Drymocallis rupestris (L.) Soják. Podobnie pięciornik krzewiasty Potentilla fruticosa przeniesiony został do należącego do Fragariinae rodzaju Dasiphora. Do Fragariinae należy też siedmiopalecznik błotny Comarum palustre, który w niektórych ujęciach zaliczany był także do rodzaju pięciornik jako Potentilla palustris (L.) Scop. (takie ujęcie znajduje się np. we Flora Europaea).
Podplemię Potentillinae grupuje rodzaj Potentilla z kilkoma tradycyjnie wyróżnianymi rodzajami, które okazały się być w nim zagnieżdżone (np. poziomkówka Duchesnea, Horkelia, Ivesia). Ujęcie rodzaju Potentilla odpowiadające podplemieniu Potentillinae jest zbliżone do tradycyjnego, nie powoduje wielkiej rewolucji w nazewnictwie gatunków (poza ww. rodzajami objętymi przetasowaniami), ale też ma wadę. Wynika ona stąd, że podplemię to dzieli się na dwie grupy, z których jedną tworzy rodzaj Argentina (i w niektórych ujęciach wyróżniany rodzaj Tylosperma), co do którego pozycji filogenetycznej istnieją wątpliwości. O ile analizy plastydowego DNA wskazują na jej siostrzaną relację względem Potentilla, o tyle analizy DNA jądrowego kodującego rybosomalny RNA wskazują na przynależność grupy Argentina raczej do podplemienia Fragariinae. W dodatku cecha diagnostyczna różniąca Argentina od Potentilla polegająca na zrastaniu się przylistków na doosiowej stronie ogonka liściowego (w grupie Potentilla przylistki zawsze przyrośnięte są bocznie do nasady ogonka) jest wspólna z rodzajami Dasiphora i Fragaria (należących do Fragariinae). W tej sytuacji rekomendowane jest odrębne ujmowanie obu grup w randze osobnych rodzajów, co przyjęte zostało też w taksonomicznych bazach danych Catalogue of Life i POWO.
W efekcie za rodzaj Potentilla postuluje się uznanie grupy siostrzanej względem grupy Argentina. Istnieją propozycje dalszego podziału i węższego ujęcia rodzaju, jednak krytykowane są jako łamiące m.in. podstawowe zasady dot. tworzenia taksonów monofiletycznych i nieczytelność podziałów w odniesieniu do kryteriów morfologicznych.
Pozycja rodzaju na drzewie filogenetycznym plemienia
|  | Potentilla – pięciornik |
|  |                         |
|  | Argentina               |
|  |                         |

|  | Potaninia |
|  |           |
|  | Dasiphora |
|  |           |

|  | Chamaecallis                                                 |
|  |                                                              |
|  | \| \| Drymocallis \| \| \| \| \| \| Chamaerhodos \| \| \| \| |
|  |                                                              |
|  | Drymocallis                                                  |
|  |                                                              |
|  | Chamaerhodos                                                 |
|  |                                                              |

|  | Drymocallis  |
|  |              |
|  | Chamaerhodos |
|  |              |

|  | Potaninia |
|  |           |
|  | Dasiphora |
|  |           |

|  | Chamaecallis                                                 |
|  |                                                              |
|  | \| \| Drymocallis \| \| \| \| \| \| Chamaerhodos \| \| \| \| |
|  |                                                              |
|  | Drymocallis                                                  |
|  |                                                              |
|  | Chamaerhodos                                                 |
|  |                                                              |

|  | Drymocallis  |
|  |              |
|  | Chamaerhodos |
|  |              |

|  | Potaninia |
|  |           |
|  | Dasiphora |
|  |           |

|  | Chamaecallis                                                 |
|  |                                                              |
|  | \| \| Drymocallis \| \| \| \| \| \| Chamaerhodos \| \| \| \| |
|  |                                                              |
|  | Drymocallis                                                  |
|  |                                                              |
|  | Chamaerhodos                                                 |
|  |                                                              |

|  | Drymocallis  |
|  |              |
|  | Chamaerhodos |
|  |              |

|  | Potaninia |
|  |           |
|  | Dasiphora |
|  |           |

|  | Chamaecallis                                                 |
|  |                                                              |
|  | \| \| Drymocallis \| \| \| \| \| \| Chamaerhodos \| \| \| \| |
|  |                                                              |
|  | Drymocallis                                                  |
|  |                                                              |
|  | Chamaerhodos                                                 |
|  |                                                              |

|  | Drymocallis  |
|  |              |
|  | Chamaerhodos |
|  |              |

|  | Sibbaldia – sybaldia |
|  |                      |
|  | Sibbaldianthe        |
|  |                      |

|  | Alchemilla – przywrotnik   |
|  |                            |
|  | Comarum – siedmiopalecznik |
|  |                            |

|  | Sibbaldia – sybaldia |
|  |                      |
|  | Sibbaldianthe        |
|  |                      |

|  | Alchemilla – przywrotnik   |
|  |                            |
|  | Comarum – siedmiopalecznik |
|  |                            |

|  | Potaninia |
|  |           |
|  | Dasiphora |
|  |           |

|  | Chamaecallis                                                 |
|  |                                                              |
|  | \| \| Drymocallis \| \| \| \| \| \| Chamaerhodos \| \| \| \| |
|  |                                                              |
|  | Drymocallis                                                  |
|  |                                                              |
|  | Chamaerhodos                                                 |
|  |                                                              |

|  | Drymocallis  |
|  |              |
|  | Chamaerhodos |
|  |              |

|  | Potaninia |
|  |           |
|  | Dasiphora |
|  |           |

|  | Chamaecallis                                                 |
|  |                                                              |
|  | \| \| Drymocallis \| \| \| \| \| \| Chamaerhodos \| \| \| \| |
|  |                                                              |
|  | Drymocallis                                                  |
|  |                                                              |
|  | Chamaerhodos                                                 |
|  |                                                              |

|  | Drymocallis  |
|  |              |
|  | Chamaerhodos |
|  |              |

|  | Potaninia |
|  |           |
|  | Dasiphora |
|  |           |

|  | Chamaecallis                                                 |
|  |                                                              |
|  | \| \| Drymocallis \| \| \| \| \| \| Chamaerhodos \| \| \| \| |
|  |                                                              |
|  | Drymocallis                                                  |
|  |                                                              |
|  | Chamaerhodos                                                 |
|  |                                                              |

|  | Drymocallis  |
|  |              |
|  | Chamaerhodos |
|  |              |

|  | Potaninia |
|  |           |
|  | Dasiphora |
|  |           |

|  | Chamaecallis                                                 |
|  |                                                              |
|  | \| \| Drymocallis \| \| \| \| \| \| Chamaerhodos \| \| \| \| |
|  |                                                              |
|  | Drymocallis                                                  |
|  |                                                              |
|  | Chamaerhodos                                                 |
|  |                                                              |

|  | Drymocallis  |
|  |              |
|  | Chamaerhodos |
|  |              |

|  | Sibbaldia – sybaldia |
|  |                      |
|  | Sibbaldianthe        |
|  |                      |

|  | Alchemilla – przywrotnik   |
|  |                            |
|  | Comarum – siedmiopalecznik |
|  |                            |

|  | Sibbaldia – sybaldia |
|  |                      |
|  | Sibbaldianthe        |
|  |                      |

|  | Alchemilla – przywrotnik   |
|  |                            |
|  | Comarum – siedmiopalecznik |
|  |                            |

|  | Potentilla – pięciornik |
|  |                         |
|  | Argentina               |
|  |                         |

|  | Potaninia |
|  |           |
|  | Dasiphora |
|  |           |

|  | Chamaecallis                                                 |
|  |                                                              |
|  | \| \| Drymocallis \| \| \| \| \| \| Chamaerhodos \| \| \| \| |
|  |                                                              |
|  | Drymocallis                                                  |
|  |                                                              |
|  | Chamaerhodos                                                 |
|  |                                                              |

|  | Drymocallis  |
|  |              |
|  | Chamaerhodos |
|  |              |

|  | Potaninia |
|  |           |
|  | Dasiphora |
|  |           |

|  | Chamaecallis                                                 |
|  |                                                              |
|  | \| \| Drymocallis \| \| \| \| \| \| Chamaerhodos \| \| \| \| |
|  |                                                              |
|  | Drymocallis                                                  |
|  |                                                              |
|  | Chamaerhodos                                                 |
|  |                                                              |

|  | Drymocallis  |
|  |              |
|  | Chamaerhodos |
|  |              |

|  | Potaninia |
|  |           |
|  | Dasiphora |
|  |           |

|  | Chamaecallis                                                 |
|  |                                                              |
|  | \| \| Drymocallis \| \| \| \| \| \| Chamaerhodos \| \| \| \| |
|  |                                                              |
|  | Drymocallis                                                  |
|  |                                                              |
|  | Chamaerhodos                                                 |
|  |                                                              |

|  | Drymocallis  |
|  |              |
|  | Chamaerhodos |
|  |              |

|  | Potaninia |
|  |           |
|  | Dasiphora |
|  |           |

|  | Chamaecallis                                                 |
|  |                                                              |
|  | \| \| Drymocallis \| \| \| \| \| \| Chamaerhodos \| \| \| \| |
|  |                                                              |
|  | Drymocallis                                                  |
|  |                                                              |
|  | Chamaerhodos                                                 |
|  |                                                              |

|  | Drymocallis  |
|  |              |
|  | Chamaerhodos |
|  |              |

|  | Sibbaldia – sybaldia |
|  |                      |
|  | Sibbaldianthe        |
|  |                      |

|  | Alchemilla – przywrotnik   |
|  |                            |
|  | Comarum – siedmiopalecznik |
|  |                            |

|  | Sibbaldia – sybaldia |
|  |                      |
|  | Sibbaldianthe        |
|  |                      |

|  | Alchemilla – przywrotnik   |
|  |                            |
|  | Comarum – siedmiopalecznik |
|  |                            |

|  | Potaninia |
|  |           |
|  | Dasiphora |
|  |           |

|  | Chamaecallis                                                 |
|  |                                                              |
|  | \| \| Drymocallis \| \| \| \| \| \| Chamaerhodos \| \| \| \| |
|  |                                                              |
|  | Drymocallis                                                  |
|  |                                                              |
|  | Chamaerhodos                                                 |
|  |                                                              |

|  | Drymocallis  |
|  |              |
|  | Chamaerhodos |
|  |              |

|  | Potaninia |
|  |           |
|  | Dasiphora |
|  |           |

|  | Chamaecallis                                                 |
|  |                                                              |
|  | \| \| Drymocallis \| \| \| \| \| \| Chamaerhodos \| \| \| \| |
|  |                                                              |
|  | Drymocallis                                                  |
|  |                                                              |
|  | Chamaerhodos                                                 |
|  |                                                              |

|  | Drymocallis  |
|  |              |
|  | Chamaerhodos |
|  |              |

|  | Potaninia |
|  |           |
|  | Dasiphora |
|  |           |

|  | Chamaecallis                                                 |
|  |                                                              |
|  | \| \| Drymocallis \| \| \| \| \| \| Chamaerhodos \| \| \| \| |
|  |                                                              |
|  | Drymocallis                                                  |
|  |                                                              |
|  | Chamaerhodos                                                 |
|  |                                                              |

|  | Drymocallis  |
|  |              |
|  | Chamaerhodos |
|  |              |

|  | Potaninia |
|  |           |
|  | Dasiphora |
|  |           |

|  | Chamaecallis                                                 |
|  |                                                              |
|  | \| \| Drymocallis \| \| \| \| \| \| Chamaerhodos \| \| \| \| |
|  |                                                              |
|  | Drymocallis                                                  |
|  |                                                              |
|  | Chamaerhodos                                                 |
|  |                                                              |

|  | Drymocallis  |
|  |              |
|  | Chamaerhodos |
|  |              |

|  | Sibbaldia – sybaldia |
|  |                      |
|  | Sibbaldianthe        |
|  |                      |

|  | Alchemilla – przywrotnik   |
|  |                            |
|  | Comarum – siedmiopalecznik |
|  |                            |

|  | Sibbaldia – sybaldia |
|  |                      |
|  | Sibbaldianthe        |
|  |                      |

|  | Alchemilla – przywrotnik   |
|  |                            |
|  | Comarum – siedmiopalecznik |
|  |                            |

Wykaz gatunków

## Zastosowanie
Liczne gatunki pięciorników, zwłaszcza wieloletnie uprawiane są jako ozdobne.
Wybrane gatunki uprawiane jako ozdobne
- Potentilla atrosanguinea Lodd. et al. – pięciornik krwisty
- Potentilla cuneata Wall. – pięciornik klinolistny
- Potentilla nepalensis Hook. – pięciornik nepalski
- Potentilla megalantha Takeda – pięciornik poziomkowaty
- Potentilla ×tonguei Hort. ex W.H.Baxter – pięciornik Tonga

Niektóre gatunki wykorzystywane są też jako rośliny lecznicze. Przykładami są: pięciornik kurze ziele Potentilla erecta i pięciornik rozłogowy P. reptans.